# 氟磺酸碘(III)
氟磺酸碘(III)是一种无机化合物，化学式为I(OSO2F)3。它可在碘和S2O6F2反应中和氟磺酸碘(I)一同生成，混合物为暗绿色油状液体。它可以和四氯化碳反应，生成ICl3、S2O5F2、CO2和COCl2。它和氟磺酸钾在S2O6F2中反应，可以得到K[I(SO3F)4]；和氟磺酸锡(IV)反应，得到[I(SO3F)2]2[Sn(SO3F)6]。它是很弱的电解质。